# Pseudoniphargus grandimanus
Pseudoniphargus grandimanus é uma espécie de crustáceo da família Hadziidae.
É endémica das Bermudas.